# Opogona stathmota
Opogona stathmota är en fjärilsart som beskrevs av Edward Meyrick 1911. Opogona stathmota ingår i släktet Opogona och familjen äkta malar.
Artens utbredningsområde är Sri Lanka. Inga underarter finns listade i Catalogue of Life.